# Barkhausen (Melle)
Barkhausen ist ein Ortsteil der Stadt Melle im Landkreis Osnabrück in Niedersachsen. Der Ort bildete bis 1972 eine Gemeinde im damaligen Landkreis Melle und gehört heute zum Meller Stadtteil Buer.

## Geographie
Der Ortsteil erstreckt sich südwestlich von Buer und ist nur dünn besiedelt. Siedlungsschwerpunkt ist das kleine Dorf Barkhausen. Innerhalb der Gemarkung Barkhausen liegen auch Teile der Meller Berge mit der Friedenshöhe, auf dem ein 29 Meter hoher Aussichtsturm steht, der 2015 zum Klimaturm erweitert wurde. An der Barkhausener Straße im Norden des Ortsteils befindet sich ein Industriegebiet. Der Meller Ortsteil Barkhausen ist nicht zu verwechseln mit dem nur sieben Kilometer entfernten Ortsteil Barkhausen der Gemeinde Bad Essen.

## Geschichte
Die Bauerschaft Barkhausen gehörte bis zu den Napoleonischen Kriegen zum Amt Grönenberg des Hochstifts Osnabrück. Von 1807 bis 1810 gehörte Barkhausen zum Kanton Buer des napoleonischen Satellitenstaats Königreich Westphalen. Von 1811 bis 1813 gehörte der Ort unmittelbar zu Frankreich und dort zur Mairie Buer im Arrondissement Osnabrück des Departements der Oberen Ems. 1814 kam Barkhausen zum Königreich Hannover und gehörte dort wieder zum Amt Grönenberg. 1867 fiel Barkhausen mit dem gesamten Königreich Hannover an Preußen und seit 1885 gehörte die Gemeinde zum Landkreis Melle. Innerhalb des Landkreises Melle gehörte Barkhausen zur Samtgemeinde Buer. Am 1. Juli 1972 wurde Barkhausen im Rahmen der Gebietsreform in Niedersachsen Teil der Stadt Melle.

## Einwohnerentwicklung
| Jahr | Einwohner | Quelle |
| ---- | --------- | ------ |
| 1871 | 218       | [ 3 ]  |
| 1910 | 206       | [ 4 ]  |
| 1939 | 215       | [ 5 ]  |
| 1950 | 363       | [ 6 ]  |
| 1961 | 346       | [ 6 ]  |
| 1970 | 357       | [ 6 ]  |

## Bau- und Naturdenkmale
In Barkhausen ist der Hof Albersmann, In den Blessen 1 denkmalgeschützt. Naturdenkmale sind der Rest einer alten Tongrube an der Barkhausener Straße 60 sowie ein alter Schilfsandsteinbruch in den Meller Bergen.

## Wirtschaft
Am nördlichen Rand des Ortsteils liegt ein Werk der Unternehmensgruppe Refratechnik (ehemals Burton), in dem feuerfeste Produkte für die Keramik- und Ziegelindustrie hergestellt werden.